# 小行星1591
小行星1591（1591 Baize）是一颗围绕太阳公转的小行星。1951年5月31日，西維恩·阿蘭德在于克勒发现了此天体。
該小行星以法國醫生保羅·貝伊茲命名。
这颗小行星的绝对星等为163.6234891351875等。